# Scinax danae
Scinax danae là một loài ếch trong họ Nhái bén.
Loài này có ở Venezuela và có thể Guyana.
Các môi trường sống tự nhiên của chúng là các khu rừng vùng núi ẩm nhiệt đới hoặc cận nhiệt đới, sông, đầm nước ngọt, và đầm nước ngọt có nước theo mùa. Loài này đang bị đe dọa do mất môi trường sống.